# Кукулка, Кшиштоф
Кши́штоф Куку́лка (пол. Krzysztof Kukułka; род. 20 января 1959, Явожина-Слёнска, Польша) — католический священник, миссионер, член монашеского ордена францисканцев, ординарий миссии sui iuris в Узбекистане (1997—2005).

## Биография
Кшиштоф Кукулка родился 20 января 1959 года в городе Явожина-Слёнска, Польша. После окончания средней школы поступил в монастырь францисканцев. 1 июня 1985 года был рукоположён в священника. Служил в Польше, потом в 1991 году отправился на католическую миссию в Узбекистан.
29 сентября 1997 года Римский папа Иоанн Павел II учредил миссию sui iuris в Узбекистане и Кшиштоф Кукулка был назначен ординарием этой католической администратурной структуры.
1 апреля 2005 года Римский папа Иоанн Павел II издал буллу Totius dominici gregis, которой преобразовал миссия sui iuris в Узбекистане в апостольскую администратуру и её ординарием был назначен епископ Ежи Мацулевич.